# Жикина
Жикина — деревня в Каргапольском районе Курганской области. Входит в состав Чашинского сельсовета.

## Географическое положение
Расположена примерно в 6 километрах к юго-западу от села Житниковское; в 16 км (22 км по автодороге) к юго-востоку от районного центра Каргаполье; в 65 км (70 км по автодороге) к северо-западу от города Кургана.

## История деревни
После 1840 года первопоселенцами из Оханского и Кунгурского уездов Пермской губернии были основаны деревни Жикина, Шабурова, Никольская и Житниковское, которые вошли в состав Каргапольского прихода. Все жители были русскими, по сословию крестьяне, и основным занятием было хлебопашество.
До революции деревня Жикино (Чердаки) относилась к Каргапольской волости Шадринского уезда Пермской губернии.
В конце июня — начале июля 1918 года установлена белогвардейская власть. Постановлением 49 очередного уездного Собрания от 31 января 1919 года и 7 февраля 1919 года образована Житниковская волость. В начале августа 1919 года восстановлена Советская власть.
В 1919 году образован Жикинский сельсовет; 14 июня 1954 года упразднён, вошёл в Житниковский сельсовет.
Житниковский сельсовет упразднён Законом Курганской области от 27 июня 2018 года N 64. Ныне деревня входит в состав Чашинского сельсовета.

## Школа
В 1900 году в деревне уже существовала министерская школа.

## Часовня
В начале XX века в деревня существовала часовня.

## Общественно-деловая зона
В 1967 году установлен обелиск высотой 4,5 м с пятиконечной звездой.

## Население
| 1869 | 1904 | 1920 | 1926 | 1989 | 2002 | 2010 |
| ---- | ---- | ---- | ---- | ---- | ---- | ---- |
| 252  | ↗604 | ↗776 | ↗843 | ↘201 | ↘178 | ↘108 |

Национальный состав
- По переписи населения 2002 года проживало 178 человек, из них русские — 85 %.
- По переписи населения 1926 года проживало 843 человека, все русские.